# Senta Colomba de la Pluma
Senta Coloma de Brulhés (en francès Sainte-Colombe-en-Bruilhois) és un municipi francès, situat al departament d'Òlt i Garona i a la regió de la Nova Aquitània.

## Demografia
| 1962                                       | 1968 | 1975 | 1982 | 1990  | 1999  | 2007  |
| ------------------------------------------ | ---- | ---- | ---- | ----- | ----- | ----- |
| 694                                        | 743  | 920  | 998  | 1.238 | 1.345 | 1.638 |
| Des de 1962: població sense dobles comptes |      |      |      |       |       |       |

## Administració
| Període | Identitat      | Partit |
| ------- | -------------- | ------ |
| 1983-   | Hubert Duffour |        |